# Grebin
Grebin est une commune allemande du Schleswig-Holstein, située dans l'arrondissement de Plön, entre les villes de Plön et Lütjenburg. Grebin fait partie de l'Amt Großer Plöner See qui regroupe dix communes entourant le lac Großer Plöner See.

## Personnalités liées à la ville
- Gustav von Hollen (1851-1917), général né à Schönweide.

## Jumelage
- Grebbin (Allemagne) depuis 1991